# Nils Beskow
Nils Gustaf Beskow, född den 14 september 1863 i Undersåker, död den 20 september 1946 i Stockholm, var en svensk präst. Han var bror till Fritz och Emanuel Beskow.
Beskow prästvigdes 1885 till missionär och sjömanspräst, och blev 1886 pastor vid svenska kyrkan i Liverpool. År 1913 blev han pastor vid Blasieholmskyrkan i Stockholm och därefter 1916 kyrkoherde i Resele, Härnösands stift. År 1929 avgick han efter en flerårig sjuktjänstledighet. Samma år konverterade han till romersk-katolska kyrkan.
Beskow företrädde, i synnerhet under sina senare år inom Svenska kyrkan, högkyrkliga, av samtiden som starkt katoliserande uppfattade, ståndpunkter, något som framgick av hans uppsatser Inför Guds ansikte (1923), Guds vägar (1924) samt Livstecken eller dödstecken (1928), utgivna av Birgittaföreningen. Han är begravd på Skogskyrkogården i Stockholm.